# Burg Hatzfeld
Die im 13. Jahrhundert erbaute Burg Hatzfeld war die Stammburg der Herren von Hatzfeld. Die Ruine der Spornburg liegt an einem Berghang auf 435 m ü. NHN über dem Edertal östlich der Stadt Hatzfeld im hessischen Landkreis Waldeck-Frankenberg.

## Geschichte
Der ursprüngliche adlige Hof der erstmals 1138 erwähnten Herren von Hatzfeldt lag dort, wo heute als Emmaus-Kapelle die romanische Dorfkirche (ehem. St. Cyriacus) von Nieder-Hatzfeld steht. Jenseits der Eder bauten die Herren von Hatzfeldt auf einem Bergvorsprung eine Burg, die erstmals 1282 erwähnt wurde.
Seit 1194 waren die von Hatzfeldt mehr mainzische als landgräflich hessische Parteigänger, mussten jedoch 1311 ihre Feste als Lehen an Hessen auftragen, während das Stadtgericht im bürgerlichen „Tal“, das 1340 mit kaiserlicher Erlaubnis am ederseitigen Berghang angelegt worden war, dem Erzstift Mainz lehnbar war. Als tatkräftige, kampflustige Mainzer Sachverwalter hier und besonders auf Burg Mellnau erwarben sie zu ihrer kleinen Herrschaft etwa 1387 noch Bringhausen „in den Birken“ (heute Birkenbringhausen bei Frankenberg), des Weiteren Eifa hinzu. Im Jahr 1379 wurden Stadt und Burg von Hessen belagert und Teile der Burg stark beschädigt, die Einnahme gelang jedoch nicht. Trotzdem wurden die Landgrafen 1464 Pfandherren des mainzischen Amtes Battenberg und damit auch von Hatzfeld. Mit dem Aussterben der Linie Hatzfeldt-Hatzfeldt 1570 zogen sie  die halbe Herrschaft als heimgefallenes Lehen an sich und kauften 1588 und 1772 den Rest. Die andere, Hatzfeldt-Wildenburger Linie, brachte es im kaiserlichen Dienst zu Reichsgrafen, auf Grund der schlesischen Herrschaft Trachenberg 1748 zu Reichsfürsten.

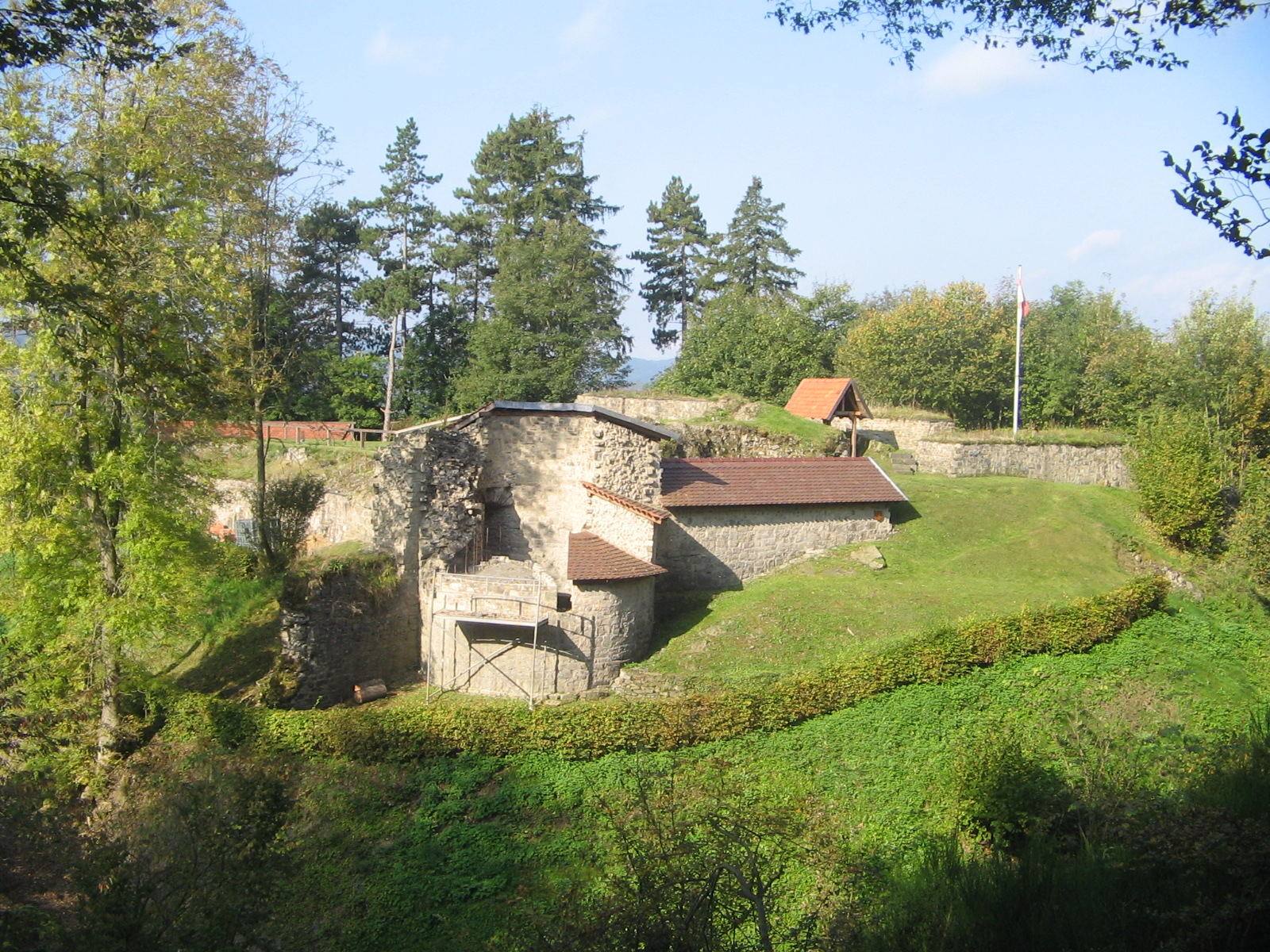
Blick auf die Ruinen der Burg Hatzfeld

Die Burg Hatzfeld begann schon im 16. Jahrhundert zu verfallen und war 1570, wie aus einem Inventarium hervorgeht, schon teilweise wüst. Ein kleiner Teil war noch 1707 bewohnt. Im Jahre 1842 wurden Teile der Burgruine auf Weisung der Großherzoglich Darmstädtischen Oberbau-Direktion niedergelegt.
In den vergangenen Jahren hat der Verein für Burg- und Heimatgeschichte Hatzfeld die Ruine wieder freigelegt. Bereits seit 1991 wird die Burg nach und nach saniert. Gewandspangen, Tonfiguren und Gefäße, die bei Grabungen gefunden wurden, zeugen heute noch vom Leben in der mittelalterlichen Wehranlage.
Der Burgberg mit der Ruine befindet sich noch immer im Familienbesitz derer von Hatzfeldt. Eigentümer ist Sebastian Graf von Hatzfeldt.

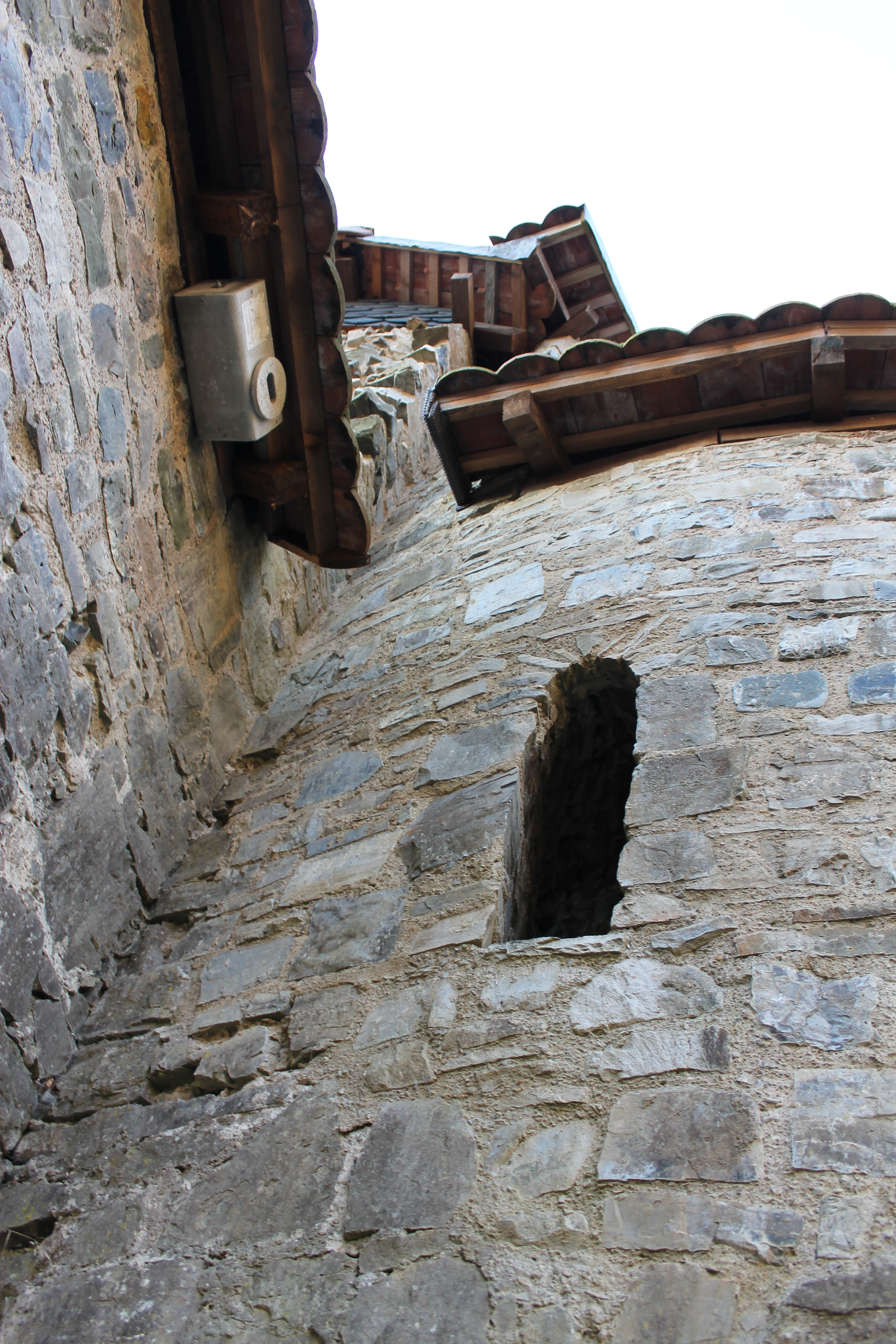
Südöstlicher Flankenturm
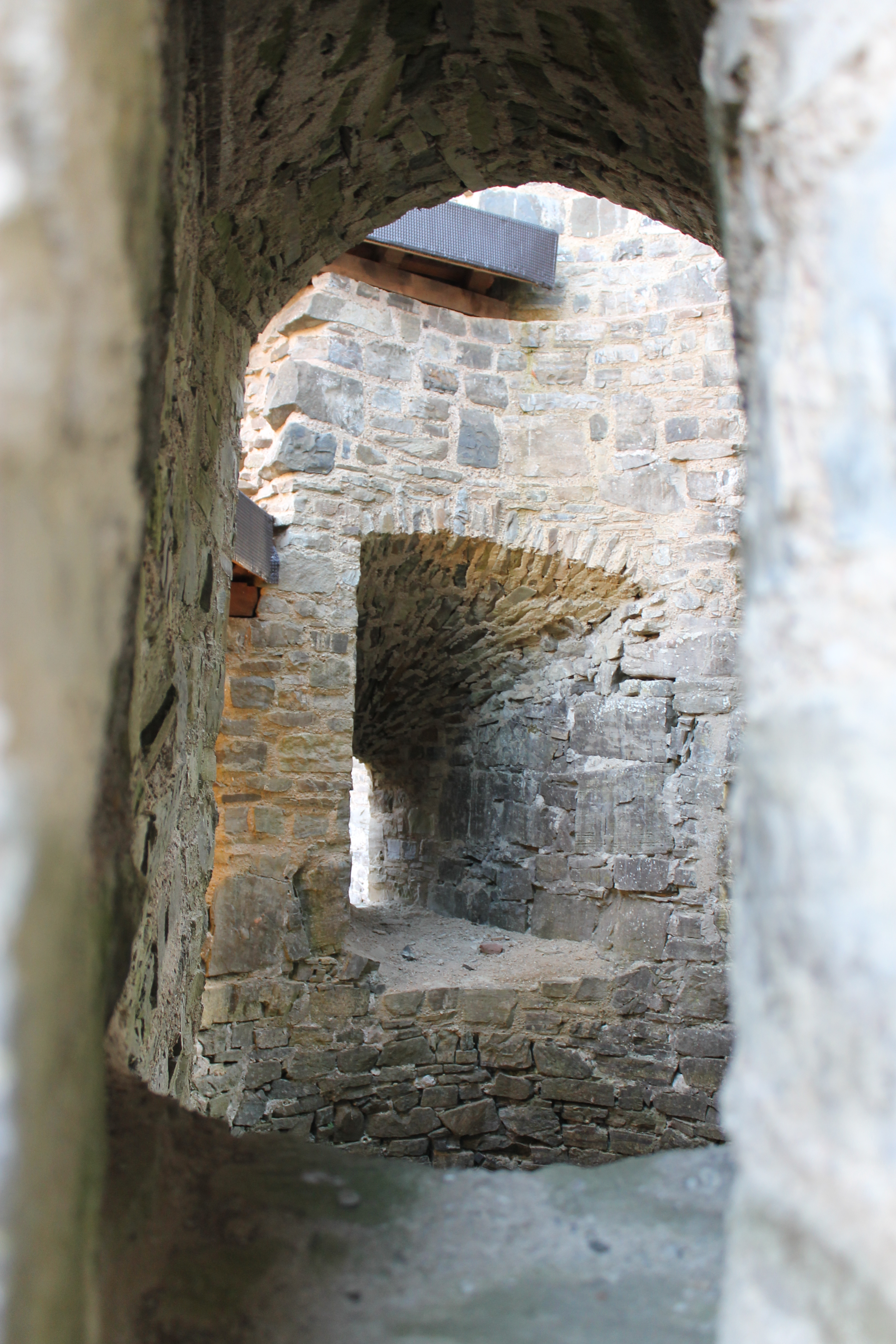
Innenansicht des Turmes
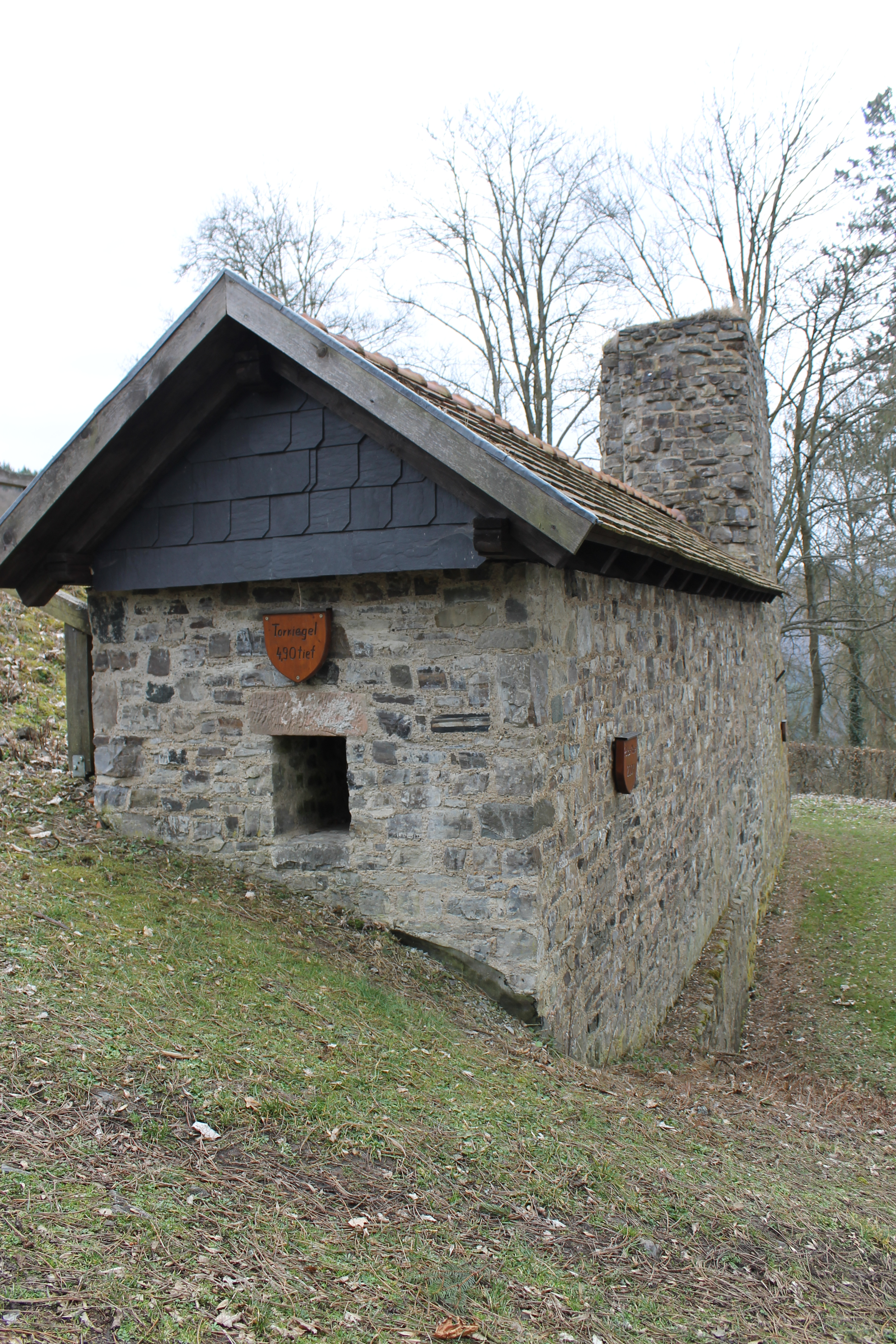
Burgtor
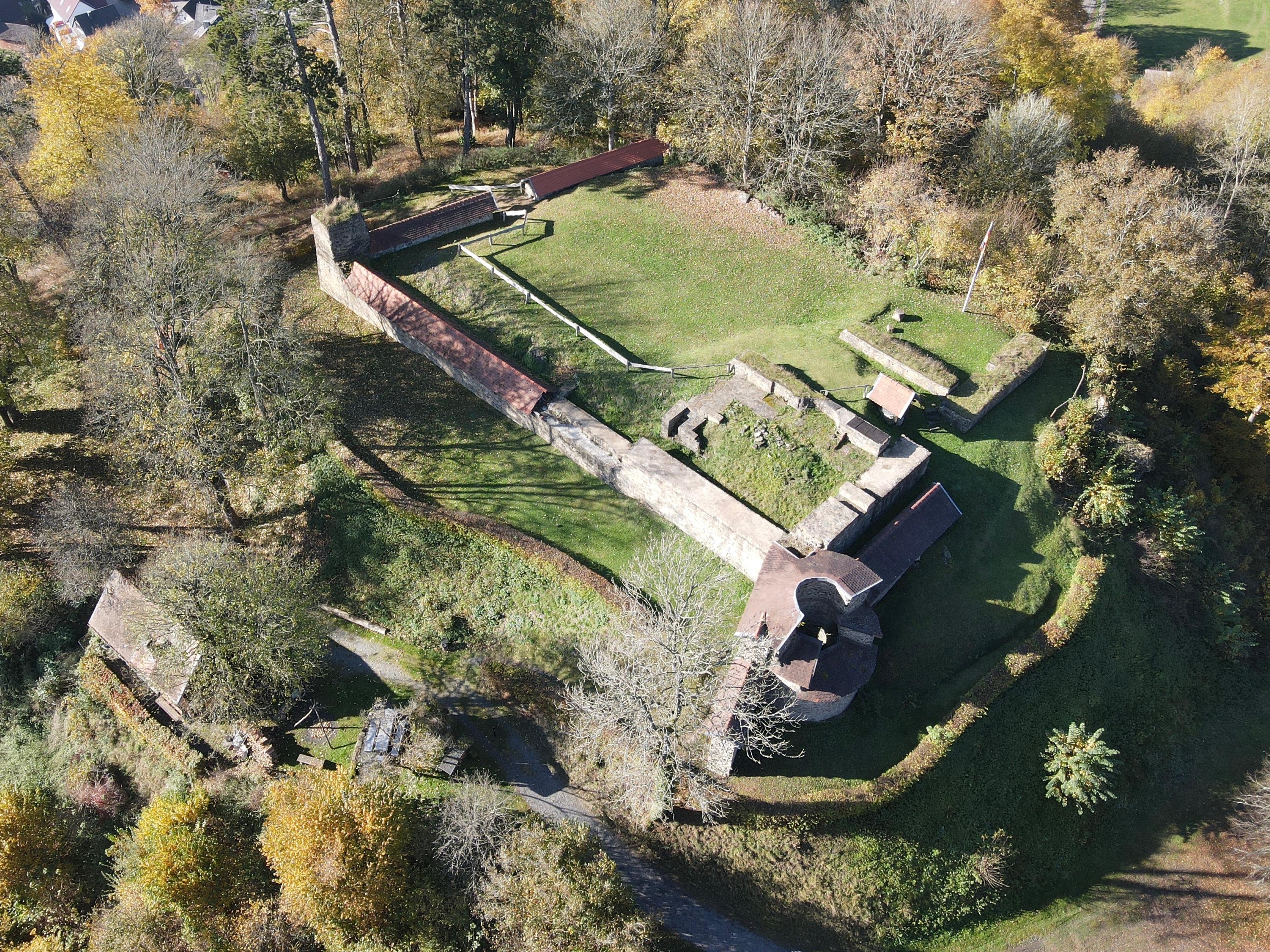
Burgruine aus der Vogelperspektive

## Ganerbschaft
Die Eigenschaft der Burg als Ganerbschaft – nach heutiger Rechtsauffassung eine Gesamthandsgemeinschaft – brachte häufige Unstimmigkeiten zwischen den Mitgliedern der Familie von Hatzfeldt mit sich, die im Jahr 1383 in gegenseitigen Gefangennahmen kulminierten. Im Laufe der Jahrhunderte wurden diese Konflikte mittels verschiedener Burgfrieden beigelegt. Der erste solche aus dem Jahr 1331 bestimmte eine Teilung der Burg zwischen den beiden damals bestehenden Familienzweigen dergestalt, dass zu dem bereits vorhandenen Wohngebäude ein zweites errichtet werden durfte.
Mit dem Burgfrieden von 1383 wurde ein gemeinsamer Amtmann eingesetzt, der bei künftigen Streitereien für eine gütliche Einigung sorgen sollte. Im Burgfrieden von 1419 wurde zudem die Bewachung der Burg („Burghut“) durch bewaffnete Knechte geregelt. Dennoch kam es 1491 und 1497 wegen der beengten Verhältnisse auf der Burg abermals zum Konflikt, der in zwei weiteren Burgfrieden die Neuzuweisung der inzwischen um ein kleineres Haus erweiterten Wohngebäude erforderte. Der letzte Burgfrieden ist für das Jahr 1545 bezeugt.